# Nine Lives Are Not Enough
Nine Lives Are Not Enough é um filme de comédia dramática dirigido por A. Edward Sutherland e estrelado por Ronald Reagan, Joan Perry e James Gleason. O filme foi lançado pela Warner Bros. em 20 de setembro de 1941.

## Elenco
- Ronald Reagan ...Matt Sawyer
- Joan Perry ...Jane Abbott
- James Gleason ...Sgt. Sam Daniels
- Howard Da Silva ...J.B. Murray, City Editor
- Faye Emerson ...Rose Chadwick
- Edward Brophy ...Oficial Slattery
- Peter Whitney ...Roy
- Charles Drake ...'Snappy' Lucas
- Vera Lewis ...Sra. Slocum
- Ben Welden ...Moxie Karper
- Howard C. Hickman ...Coronel Andrews
- Cliff Clark ...Tenente Buckley
- Tom Stevenson ...Charles
- Paul Phillips ...Hot-Foot
- Joseph Crehan ...Yates
- John Maxwell ...Gillis